# Pardal-do-quênia
O Pardal-do-quênia (nome científico: Passer rufocinctus) é uma espécie de pardal. É encontrado nas áreas altas do Rift Valley, do centro do Quênia ao norte da Tanzânia.

## Habitat
A espécie é encontrada em acácias secas, áreas arborizadas abertas, áreas de cultivo e pequenas cidades e vilas, numa altitude entre 1000 e 3000 metros. Normalmente são encontrados em casal, mas podem ser encontrados em grupos pequenos de até 10 indivíduos fora da época reprodutiva. Não realiza migrações.

## Dieta
Eles se alimentam de relva, pequenas sementes e restos de comida. Os mais novos são alimentados por insectos.

## Reprodução
A reprodução ocorre em todos os meses do ano, mas principalmente entre abril e junho; e novembro e dezembro, pelo facto de estes meses coincidirem com o período de chuvas. O ninho é feito pelo casal e a fêmea coloca de 3 a 5 ovos.